# Ífit (fill de Nàubol)
Segons la mitologia grega, Ífit (en grec antic Ίφιτος) va ser un heroi, fill de Nàubol, rei de Fòcida.
Es casà amb Hipòlita i va ser pare d'Esquedi i d'Epístrof, caps del contingent foceu a la guerra de Troia. Una tradició diu que va ser aquest Ífit i no Ífit el fill d'Èurit el que va participar amb Jàson a l'expedició dels argonautes.